# Neoxorides pilulus
Neoxorides pilulus är en stekelart som beskrevs av Henry Keith Townes, Jr. 1960. Neoxorides pilulus ingår i släktet Neoxorides och familjen brokparasitsteklar. Inga underarter finns listade i Catalogue of Life.